# 厄斯特林根
厄斯特林根（德語：Östringen，發音：[ˈøːstʁɪŋən] ⓘ）是德国巴登-符腾堡州卡尔斯鲁厄行政区卡尔斯鲁厄县的城市，面积53.28平方千米，2023年12月31日人口为13,299人。